# 2014 FC69
2014 FC69 ist ein großes transneptunisches Objekt, das bahndynamisch als Scattered Disk Object eingestuft wird. Aufgrund seiner Größe ist der Asteroid ein Zwergplanetenkandidat.

## Entdeckung
2014 FC69 wurde von Scott Sheppard und Chad Trujillo auf Bildern des 4,0–m–Cerro Tololo–Teleskops, die am 25. März 2014 gemacht wurden, entdeckt. Die Entdeckung wurde am 11. Februar 2015 bekanntgegeben.
Der Beobachtungsbogen des Asteroiden beginnt mit der offiziellen Entdeckungsbeobachtung am 25. März 2014. Im April 2017 lagen insgesamt 10 Beobachtungen über den Zeitraum von 302 Tagen vor. Die bisher letzte Beobachtung wurde im Januar 2015 am Gemini-South-Observatorium durchgeführt. (Stand 19. Februar 2019)

## Eigenschaften

### Umlaufbahn
2014 FC69 umkreist die Sonne in 612,67 Jahren auf einer elliptischen Umlaufbahn zwischen 40,43 AE und 103,83 AE Abstand zu deren Zentrum. Die Bahnexzentrizität beträgt 0,439, die Bahn ist 30,13° gegenüber der Ekliptik geneigt. Derzeit ist der Planetoid 84,92 AE von der Sonne entfernt. Das Perihel durchlief er das letzte Mal 1864, der nächste Periheldurchlauf dürfte also im Jahre 2477 erfolgen.
Sowohl Marc Buie (DES) als auch das Minor Planet Center klassifizieren den Planetoiden als SDO; letzteres führt ihn allgemein auch als Distant Object.

### Größe
Derzeit wird von einem Durchmesser von etwa 501 km ausgegangen, basierend auf einem Rückstrahlvermögen von 7 % und einer absoluten Helligkeit von 5,0 m. Die scheinbare Helligkeit von 2014 FC69 beträgt 24,11 m.
Da anzunehmen ist, dass sich 2014 FC69 aufgrund seiner Größe im hydrostatischen Gleichgewicht befindet und somit weitgehend rund sein muss, sollte er die Kriterien für eine Einstufung als Zwergplanet erfüllen. Mike Brown geht davon aus, dass es sich bei 2014 FC69 um wahrscheinlich einen Zwergplaneten handelt.
| Jahr                                         | Abmessungen km | Quelle   |
| -------------------------------------------- | -------------- | -------- |
| 2018                                         | 533,0          | Johnston |
| 2018                                         | 501,0          | Brown    |
| Die präziseste Bestimmung ist fett markiert. |                |          |